# Anna Bergengren
Anna Lovisa Bergengren, född 26 november 1869 i Stoby församling i Kristianstads län, död 22 december 1948 i Lunds domkyrkoförsamling i Malmöhus län, var en svensk lokalpolitiker (vald "på kvinnolistan").

## Biografi
Anna Bergengren blev 1911 en av de första 37 kvinnliga stadsfullmäktige i Sverige, och den första kvinnliga ledamoten i Ronnebys stadsfullmäktige. 
År 1889 avlade hon telegrafiexamen, anställdes vid Ronneby telegrafstation 1894, blev föreståndare 1903 och telegrafkommissarie 1908.